# José Luis González (futebolista)
José Luis Guerrero González Dávila (14 de setembro de 1942 — 8 de setembro de 1995) foi um futebolista mexicano que competiu nas Copa do Mundo de 1966 e 1970.